# Megachile canariensis
Megachile canariensis är en biart som beskrevs av Pérez 1902. Megachile canariensis ingår i släktet tapetserarbin, och familjen buksamlarbin. Inga underarter finns listade i Catalogue of Life.